# Grand Prix de Plouay féminin 2012
La 14e édition du Grand Prix de Plouay féminin a eu lieu le 25 août 2012. Il s'agit de la dernière manche de la Coupe du monde de cyclisme sur route féminine. Elle est remportée par la Néerlandaise Marianne Vos.

## Équipes
| Équipes féminines professionnelles (15)- AA Drink-leontien.nl - ASPTT Dijon-Bourgogne - Be Pink - Bizkaia-Durango - Faren-Honda - GSD Gestion - Hitec Products - Lotto-Belisol Ladies - MCipollini - Giambenini - Gauss - Orica-AIS - Rabobank Women - Specialized-Lululemon - Tibco-To the Top - Fassa Bortolo-Servetto - Vienne Futuroscope Équipes nationales (2)- France - Pays-Bas |
| |

## Parcours
Le parcours en circuit est constitué de cinq tours de 26,9 km, soit un total de 135 km.
Les coureuses empruntent la côte du Lézot, avant de prendre la direction de Kerscoulic puis Pont-Neuf. Ils longent alors le Scorff, passent à Pont-Calleck et près de la chapelle Sainte-Anne de Berné. Le circuit revient vers Pont-Neuf avant d'emprunter le Minojenn du Calvaire. Il finit par la côte de Ty Marrec, située à seulement 4 km de l'arrivée.

## Récit de la course

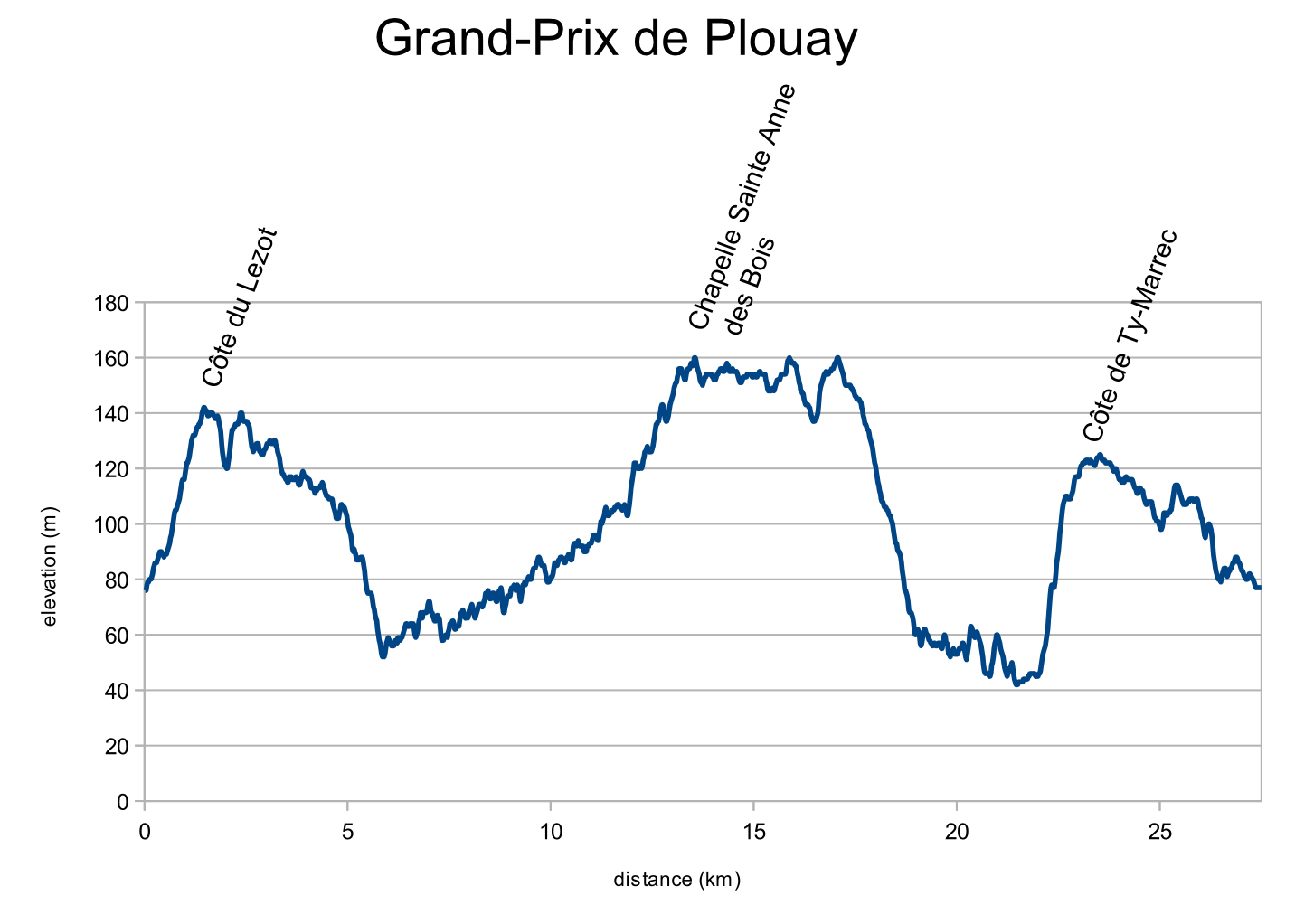
Profil du parcours

Après un début de course sans échappée, le peloton se scinde en deux à la fin du deuxième tour. D'autres attaques viennent éroder le groupe par la suite, mais ne présentent pas de danger. Tiffany Cromwell accélère dans l'avant dernier tour. Elle est suivie par Elisa Longo Borghini et Marianne Vos. Au dernier passage sur la ligne, elle compte quarante secondes d'avance. Dans la dernière ascension, Marianne Vos place une attaque et s'impose facilement en solitaire. Tiffany Cromwell attaque elle Elisa Longo Borghini à un kilomètre et demi de l'arrivée et finit donc deuxième. Marianne Vos ajoute ainsi finalement le Grand-Prix de Plouay à son palmarès.

## Classements

### Classement final
| \| Classement général \| Classement général \| Classement général \| Classement général \| Classement général \| \| Coureuse \| Coureuse \| Pays \| Équipe \| Temps \| \| ------------------ \| -------------------- \| ------------------ \| --------------------------- \| ------------------ \| \| 1re \| Marianne Vos \| Pays-Bas \| Rabobank Women \| 3 h 39 min 45 s \| \| 2e \| Tiffany Cromwell \| Australie \| Orica-AIS \| + 35 s \| \| 3e \| Elisa Longo Borghini \| Italie \| Hitec Products-Mistral Home \| + 39 s \| \| 4e \| Anna van der Breggen \| Pays-Bas \| Sengers \| + 2 min 40 s \| \| 5e \| Evelyn Stevens \| États-Unis \| Specialized-Lululemon \| + 2 min 40 s \| \| 6e \| Luisa Tamanini \| Italie \| Faren-Honda \| + 2 min 43 s \| \| 7e \| Fabiana Luperini \| Italie \| Faren-Honda \| + 4 min 09 s \| \| 8e \| Trixi Worrack \| Allemagne \| Specialized-Lululemon \| + 4 min 09 s \| \| 9e \| Marta Tagliaferro \| Italie \| MCipollini-Giambenini-Gauss \| + 4 min 09 s \| \| 10e \| Judith Arndt \| Allemagne \| Orica-AIS \| + 4 min 09 s \| |                      |            |                             |                 |
| |                      |            |                             |                 |
| Source : Cycling Quotient |                      |            |                             |                 |
| Classement général |                      |            |                             |                 |
| Coureuse | Coureuse             | Pays       | Équipe                      | Temps           |
| 1re | Marianne Vos         | Pays-Bas   | Rabobank Women              | 3 h 39 min 45 s |
| 2e | Tiffany Cromwell     | Australie  | Orica-AIS                   | + 35 s          |
| 3e | Elisa Longo Borghini | Italie     | Hitec Products-Mistral Home | + 39 s          |
| 4e | Anna van der Breggen | Pays-Bas   | Sengers                     | + 2 min 40 s    |
| 5e | Evelyn Stevens       | États-Unis | Specialized-Lululemon       | + 2 min 40 s    |
| 6e | Luisa Tamanini       | Italie     | Faren-Honda                 | + 2 min 43 s    |
| 7e | Fabiana Luperini     | Italie     | Faren-Honda                 | + 4 min 09 s    |
| 8e | Trixi Worrack        | Allemagne  | Specialized-Lululemon       | + 4 min 09 s    |
| 9e | Marta Tagliaferro    | Italie     | MCipollini-Giambenini-Gauss | + 4 min 09 s    |
| 10e | Judith Arndt         | Allemagne  | Orica-AIS                   | + 4 min 09 s    |

### Points attribués
| Position           | 1er | 2e | 3e | 4e | 5e | 6e | 7e | 8e | 9e | 10e | 11e | 12e | 13e | 14e | 15e |
| Classement général | 100 | 70 | 40 | 30 | 25 | 20 | 15 | 10 | 9  | 8   | 7   | 6   | 5   | 4   | 3   |

## Liste des participantes
| Légende | Légende                                                                    | Légende | Légende                                                    |
| ------- | -------------------------------------------------------------------------- | ------- | ---------------------------------------------------------- |
| Num     | Dossard de départ porté par le coureur sur ce Grand Prix de Plouay         | Pos     | Position à l'arrivée de la course                          |
|         | Indique un maillot de champion national ou mondial, suivi de sa spécialité | NP      | Indique un coureur qui n'a pas pris le départ de la course |
| AB      | Indique un coureur qui n'a pas terminé la course                           | HD      | Indique un coureur qui a terminé la course hors des délais |

| Rabobank Women RBW | Rabobank Women RBW           | Rabobank Women RBW |
| ------------------ | ---------------------------- | ------------------ |
| Num                | Coureuse                     | Pos                |
| 1                  | Marianne Vos (NED)           | 1re                |
| 2                  | Iris Slappendel (NED)        | 12e                |
| 3                  | Pauline Ferrand-Prévot (FRA) | 17e                |
| 4                  | Tatiana Antoshina (RUS)      | 58e                |
| 5                  | Lauren Kitchen (AUS)         | AB                 |

| Lotto Belisol Ladies LBL | Lotto Belisol Ladies LBL       | Lotto Belisol Ladies LBL |
| ------------------------ | ------------------------------ | ------------------------ |
| Num                      | Coureuse                       | Pos                      |
| 11                       | Ashleigh Moolman (RSA) (route) | 15e                      |
| 12                       | Lise Olivier (RSA)             | 28e                      |
| 13                       | Joanna van de Winkel (RSA)     | 51e                      |
| 14                       | Robyn de Groot (RSA)           | 61e                      |
| 15                       | Bo Carless (BEL)               | AB                       |

| Pays-Bas NED | Pays-Bas NED             | Pays-Bas NED |
| ------------ | ------------------------ | ------------ |
| Num          | Coureuse                 | Pos          |
| 21           | Anna van der Breggen     | 4e           |
| 22           | Adrie Visser             | 37e          |
| 23           | Martine Bras             | 55e          |
| 24           | Pauliena Rooijakkers     | 57e          |
| 25           | Linda Poelstra-Ringlever | AB           |

| Orica-AIS GEW | Orica-AIS GEW              | Orica-AIS GEW |
| ------------- | -------------------------- | ------------- |
| Num           | Coureuse                   | Pos           |
| 31            | Tiffany Cromwell (AUS)     | 2e            |
| 32            | Judith Arndt (GER) (route) | 10e           |
| 33            | Shara Gillow (AUS)         | 33e           |
| 34            | Alexis Rhodes (AUS)        | 66e           |
| 35            | Claudia Häusler (GER)      | AB            |
| 36            | Amanda Spratt (AUS)        | AB            |

| Tibco-To the Top TIB | Tibco-To the Top TIB         | Tibco-To the Top TIB |
| -------------------- | ---------------------------- | -------------------- |
| Num                  | Coureuse                     | Pos                  |
| 41                   | Megan Guarnier (USA) (route) | 22e                  |
| 42                   | Lauren Hall (USA)            | 31e                  |
| 43                   | Amanda Miller (USA)          | 62e                  |
| 44                   | Meredith Miller (USA)        | AB                   |
| 45                   | Samantha Schneider (USA)     | AB                   |
| 46                   | Véronique Fortin (CAN)       | AB                   |

| ASPTT Dijon-Bourgogne BCF | ASPTT Dijon-Bourgogne BCF | ASPTT Dijon-Bourgogne BCF |
| ------------------------- | ------------------------- | ------------------------- |
| Num                       | Coureuse                  | Pos                       |
| 51                        | Emma Crum (NZL)           | 46e                       |
| 52                        | Céline Ondet (FRA)        | AB                        |
| 53                        | Genevieve Whitson (NZL)   | AB                        |
| 54                        | Béatrice Thomas (FRA)     | AB                        |
| 55                        | Joanne Duval (FRA)        | AB                        |

| GSD Gestion ESG | GSD Gestion ESG                 | GSD Gestion ESG |
| --------------- | ------------------------------- | --------------- |
| Num             | Coureuse                        | Pos             |
| 61              | Christine Majerus (LUX) (route) | 16e             |
| 62              | Siobhan Dervan (IRL)            | 40e             |
| 63              | Émilie Aubry (SUI)              | 45e             |
| 64              | Lucie Pader (FRA)               | AB              |

| Faren-Honda FHT | Faren-Honda FHT                 | Faren-Honda FHT |
| --------------- | ------------------------------- | --------------- |
| Num             | Coureuse                        | Pos             |
| 71              | Luisa Tamanini (ITA)            | 6e              |
| 72              | Fabiana Luperini (ITA)          | 7e              |
| 73              | Maria Giulia Confalonieri (ITA) | 47e             |
| 74              | Nicole Cooke (GBR)              | 49e             |
| 75              | Gracie Elvin (AUS)              | 60e             |
| 76              | Chiara Nadalutti (ITA)          | AB              |

| AA Drink-Leontien.nl LNL | AA Drink-Leontien.nl LNL  | AA Drink-Leontien.nl LNL |
| ------------------------ | ------------------------- | ------------------------ |
| Num                      | Coureuse                  | Pos                      |
| 81                       | Lucinda Brand (NED)       | 14e                      |
| 82                       | Sharon Laws (GBR) (route) | 20e                      |
| 83                       | Shelley Olds (USA)        | 35e                      |
| 84                       | Chantal Blaak (NED)       | 52e                      |
| 85                       | Jessie Daams (BEL)        | 56e                      |
| 86                       | Lizzie Armitstead (GBR)   | AB                       |

| Be Pink BPK | Be Pink BPK            | Be Pink BPK |
| ----------- | ---------------------- | ----------- |
| Num         | Coureuse               | Pos         |
| 91          | Julia Martisova (RUS)  | 13e         |
| 92          | Noemi Cantele (ITA)    | AB          |
| 93          | Giulia Donato (ITA)    | AB          |
| 94          | Elke Gebhardt (GER)    | AB          |
| 95          | Alice Algisi (ITA)     | AB          |
| 96          | Rimma Luchshenko (KAZ) | AB          |

| Bizkaia-Durango BPD | Bizkaia-Durango BPD         | Bizkaia-Durango BPD |
| ------------------- | --------------------------- | ------------------- |
| Num                 | Coureuse                    | Pos                 |
| 101                 | Anna Sanchis (ESP) (route)  | 25e                 |
| 102                 | Ane Santesteban (ESP)       | 26e                 |
| 103                 | Joanne Hogan (AUS)          | 38e                 |
| 104                 | Cristina Alcalde (ESP)      | AB                  |
| 105                 | Dorleta Eskamendi Gil (ESP) | AB                  |
| 106                 | Gloria Rodríguez (ESP)      | AB                  |

| France FRA | France FRA          | France FRA |
| ---------- | ------------------- | ---------- |
| Num        | Coureuse            | Pos        |
| 111        | Aude Biannic        | 19e        |
| 112        | Edwige Pitel        | 29e        |
| 113        | Mélanie Bravard     | 32e        |
| 114        | Sophie Creux        | 36e        |
| 115        | Marie-Laure Cloarec | 44e        |
| 116        | Roxane Fournier     | AB         |

| Fassa Bortolo-Servetto TOG | Fassa Bortolo-Servetto TOG | Fassa Bortolo-Servetto TOG |
| -------------------------- | -------------------------- | -------------------------- |
| Num                        | Coureuse                   | Pos                        |
| 121                        | Jennifer Fiori (ITA)       | 23e                        |
| 122                        | Francesca Cauz (ITA)       | 48e                        |
| 123                        | Elena Berlato (ITA)        | 63e                        |
| 124                        | Viviana Gatto (ITA)        | AB                         |
| 125                        | Barbara Guarischi (ITA)    | AB                         |
| 126                        | Irene Bitto (ITA)          | AB                         |

| Specialized-Lululemon SLU | Specialized-Lululemon SLU | Specialized-Lululemon SLU |
| ------------------------- | ------------------------- | ------------------------- |
| Num                       | Coureuse                  | Pos                       |
| 131                       | Evelyn Stevens (USA)      | 5e                        |
| 132                       | Trixi Worrack (GER)       | 8e                        |
| 133                       | Amber Neben (USA)         | 30e                       |
| 134                       | Loren Rowney (AUS)        | 54e                       |

| MCipollini-Giambenini-Gauss MCG | MCipollini-Giambenini-Gauss MCG | MCipollini-Giambenini-Gauss MCG |
| ------------------------------- | ------------------------------- | ------------------------------- |
| Num                             | Coureuse                        | Pos                             |
| 141                             | Marta Tagliaferro (ITA)         | 9e                              |
| 142                             | Elena Cecchini (ITA)            | 18e                             |
| 143                             | Małgorzata Jasińska (POL)       | 24e                             |
| 144                             | Susanna Zorzi (ITA)             | 53e                             |
| 145                             | Valentina Carretta (ITA)        | 59e                             |
| 146                             | Tatiana Guderzo (ITA)           | 65e                             |

| Vienne Futuroscope FUT | Vienne Futuroscope FUT      | Vienne Futuroscope FUT |
| ---------------------- | --------------------------- | ---------------------- |
| Num                    | Coureuse                    | Pos                    |
| 151                    | Sandrine Bideau (FRA)       | 11e                    |
| 152                    | Audrey Cordon (FRA)         | 27e                    |
| 153                    | Carlee Taylor (AUS)         | 34e                    |
| 154                    | Marion Rousse (FRA) (route) | 41e                    |
| 155                    | Andrea Graus (AUT) (route)  | 50e                    |
| 156                    | Karol-Ann Canuel (CAN)      | 64e                    |

| Hitec Products-Mistral Home HPU | Hitec Products-Mistral Home HPU | Hitec Products-Mistral Home HPU |
| ------------------------------- | ------------------------------- | ------------------------------- |
| Num                             | Coureuse                        | Pos                             |
| 161                             | Elisa Longo Borghini (ITA)      | 3e                              |
| 162                             | Emma Johansson (SWE) (route)    | 21e                             |
| 163                             | Sylwia Kapusta (POL)            | 39e                             |
| 164                             | Lise Hafsø Nøstvold (NOR)       | 42e                             |
| 165                             | Christel Ferrier-Bruneau (FRA)  | 43e                             |

| Rabobank Women RBW | Rabobank Women RBW           | Rabobank Women RBW |
| ------------------ | ---------------------------- | ------------------ |
| Num                | Coureuse                     | Pos                |
| 1                  | Marianne Vos (NED)           | 1re                |
| 2                  | Iris Slappendel (NED)        | 12e                |
| 3                  | Pauline Ferrand-Prévot (FRA) | 17e                |
| 4                  | Tatiana Antoshina (RUS)      | 58e                |
| 5                  | Lauren Kitchen (AUS)         | AB                 |

| Lotto Belisol Ladies LBL | Lotto Belisol Ladies LBL       | Lotto Belisol Ladies LBL |
| ------------------------ | ------------------------------ | ------------------------ |
| Num                      | Coureuse                       | Pos                      |
| 11                       | Ashleigh Moolman (RSA) (route) | 15e                      |
| 12                       | Lise Olivier (RSA)             | 28e                      |
| 13                       | Joanna van de Winkel (RSA)     | 51e                      |
| 14                       | Robyn de Groot (RSA)           | 61e                      |
| 15                       | Bo Carless (BEL)               | AB                       |

| Pays-Bas NED | Pays-Bas NED             | Pays-Bas NED |
| ------------ | ------------------------ | ------------ |
| Num          | Coureuse                 | Pos          |
| 21           | Anna van der Breggen     | 4e           |
| 22           | Adrie Visser             | 37e          |
| 23           | Martine Bras             | 55e          |
| 24           | Pauliena Rooijakkers     | 57e          |
| 25           | Linda Poelstra-Ringlever | AB           |

| Orica-AIS GEW | Orica-AIS GEW              | Orica-AIS GEW |
| ------------- | -------------------------- | ------------- |
| Num           | Coureuse                   | Pos           |
| 31            | Tiffany Cromwell (AUS)     | 2e            |
| 32            | Judith Arndt (GER) (route) | 10e           |
| 33            | Shara Gillow (AUS)         | 33e           |
| 34            | Alexis Rhodes (AUS)        | 66e           |
| 35            | Claudia Häusler (GER)      | AB            |
| 36            | Amanda Spratt (AUS)        | AB            |

| Tibco-To the Top TIB | Tibco-To the Top TIB         | Tibco-To the Top TIB |
| -------------------- | ---------------------------- | -------------------- |
| Num                  | Coureuse                     | Pos                  |
| 41                   | Megan Guarnier (USA) (route) | 22e                  |
| 42                   | Lauren Hall (USA)            | 31e                  |
| 43                   | Amanda Miller (USA)          | 62e                  |
| 44                   | Meredith Miller (USA)        | AB                   |
| 45                   | Samantha Schneider (USA)     | AB                   |
| 46                   | Véronique Fortin (CAN)       | AB                   |

| ASPTT Dijon-Bourgogne BCF | ASPTT Dijon-Bourgogne BCF | ASPTT Dijon-Bourgogne BCF |
| ------------------------- | ------------------------- | ------------------------- |
| Num                       | Coureuse                  | Pos                       |
| 51                        | Emma Crum (NZL)           | 46e                       |
| 52                        | Céline Ondet (FRA)        | AB                        |
| 53                        | Genevieve Whitson (NZL)   | AB                        |
| 54                        | Béatrice Thomas (FRA)     | AB                        |
| 55                        | Joanne Duval (FRA)        | AB                        |

| GSD Gestion ESG | GSD Gestion ESG                 | GSD Gestion ESG |
| --------------- | ------------------------------- | --------------- |
| Num             | Coureuse                        | Pos             |
| 61              | Christine Majerus (LUX) (route) | 16e             |
| 62              | Siobhan Dervan (IRL)            | 40e             |
| 63              | Émilie Aubry (SUI)              | 45e             |
| 64              | Lucie Pader (FRA)               | AB              |

| Faren-Honda FHT | Faren-Honda FHT                 | Faren-Honda FHT |
| --------------- | ------------------------------- | --------------- |
| Num             | Coureuse                        | Pos             |
| 71              | Luisa Tamanini (ITA)            | 6e              |
| 72              | Fabiana Luperini (ITA)          | 7e              |
| 73              | Maria Giulia Confalonieri (ITA) | 47e             |
| 74              | Nicole Cooke (GBR)              | 49e             |
| 75              | Gracie Elvin (AUS)              | 60e             |
| 76              | Chiara Nadalutti (ITA)          | AB              |

| AA Drink-Leontien.nl LNL | AA Drink-Leontien.nl LNL  | AA Drink-Leontien.nl LNL |
| ------------------------ | ------------------------- | ------------------------ |
| Num                      | Coureuse                  | Pos                      |
| 81                       | Lucinda Brand (NED)       | 14e                      |
| 82                       | Sharon Laws (GBR) (route) | 20e                      |
| 83                       | Shelley Olds (USA)        | 35e                      |
| 84                       | Chantal Blaak (NED)       | 52e                      |
| 85                       | Jessie Daams (BEL)        | 56e                      |
| 86                       | Lizzie Armitstead (GBR)   | AB                       |

| Be Pink BPK | Be Pink BPK            | Be Pink BPK |
| ----------- | ---------------------- | ----------- |
| Num         | Coureuse               | Pos         |
| 91          | Julia Martisova (RUS)  | 13e         |
| 92          | Noemi Cantele (ITA)    | AB          |
| 93          | Giulia Donato (ITA)    | AB          |
| 94          | Elke Gebhardt (GER)    | AB          |
| 95          | Alice Algisi (ITA)     | AB          |
| 96          | Rimma Luchshenko (KAZ) | AB          |

| Bizkaia-Durango BPD | Bizkaia-Durango BPD         | Bizkaia-Durango BPD |
| ------------------- | --------------------------- | ------------------- |
| Num                 | Coureuse                    | Pos                 |
| 101                 | Anna Sanchis (ESP) (route)  | 25e                 |
| 102                 | Ane Santesteban (ESP)       | 26e                 |
| 103                 | Joanne Hogan (AUS)          | 38e                 |
| 104                 | Cristina Alcalde (ESP)      | AB                  |
| 105                 | Dorleta Eskamendi Gil (ESP) | AB                  |
| 106                 | Gloria Rodríguez (ESP)      | AB                  |

| France FRA | France FRA          | France FRA |
| ---------- | ------------------- | ---------- |
| Num        | Coureuse            | Pos        |
| 111        | Aude Biannic        | 19e        |
| 112        | Edwige Pitel        | 29e        |
| 113        | Mélanie Bravard     | 32e        |
| 114        | Sophie Creux        | 36e        |
| 115        | Marie-Laure Cloarec | 44e        |
| 116        | Roxane Fournier     | AB         |

| Fassa Bortolo-Servetto TOG | Fassa Bortolo-Servetto TOG | Fassa Bortolo-Servetto TOG |
| -------------------------- | -------------------------- | -------------------------- |
| Num                        | Coureuse                   | Pos                        |
| 121                        | Jennifer Fiori (ITA)       | 23e                        |
| 122                        | Francesca Cauz (ITA)       | 48e                        |
| 123                        | Elena Berlato (ITA)        | 63e                        |
| 124                        | Viviana Gatto (ITA)        | AB                         |
| 125                        | Barbara Guarischi (ITA)    | AB                         |
| 126                        | Irene Bitto (ITA)          | AB                         |

| Specialized-Lululemon SLU | Specialized-Lululemon SLU | Specialized-Lululemon SLU |
| ------------------------- | ------------------------- | ------------------------- |
| Num                       | Coureuse                  | Pos                       |
| 131                       | Evelyn Stevens (USA)      | 5e                        |
| 132                       | Trixi Worrack (GER)       | 8e                        |
| 133                       | Amber Neben (USA)         | 30e                       |
| 134                       | Loren Rowney (AUS)        | 54e                       |

| MCipollini-Giambenini-Gauss MCG | MCipollini-Giambenini-Gauss MCG | MCipollini-Giambenini-Gauss MCG |
| ------------------------------- | ------------------------------- | ------------------------------- |
| Num                             | Coureuse                        | Pos                             |
| 141                             | Marta Tagliaferro (ITA)         | 9e                              |
| 142                             | Elena Cecchini (ITA)            | 18e                             |
| 143                             | Małgorzata Jasińska (POL)       | 24e                             |
| 144                             | Susanna Zorzi (ITA)             | 53e                             |
| 145                             | Valentina Carretta (ITA)        | 59e                             |
| 146                             | Tatiana Guderzo (ITA)           | 65e                             |

| Vienne Futuroscope FUT | Vienne Futuroscope FUT      | Vienne Futuroscope FUT |
| ---------------------- | --------------------------- | ---------------------- |
| Num                    | Coureuse                    | Pos                    |
| 151                    | Sandrine Bideau (FRA)       | 11e                    |
| 152                    | Audrey Cordon (FRA)         | 27e                    |
| 153                    | Carlee Taylor (AUS)         | 34e                    |
| 154                    | Marion Rousse (FRA) (route) | 41e                    |
| 155                    | Andrea Graus (AUT) (route)  | 50e                    |
| 156                    | Karol-Ann Canuel (CAN)      | 64e                    |

| Hitec Products-Mistral Home HPU | Hitec Products-Mistral Home HPU | Hitec Products-Mistral Home HPU |
| ------------------------------- | ------------------------------- | ------------------------------- |
| Num                             | Coureuse                        | Pos                             |
| 161                             | Elisa Longo Borghini (ITA)      | 3e                              |
| 162                             | Emma Johansson (SWE) (route)    | 21e                             |
| 163                             | Sylwia Kapusta (POL)            | 39e                             |
| 164                             | Lise Hafsø Nøstvold (NOR)       | 42e                             |
| 165                             | Christel Ferrier-Bruneau (FRA)  | 43e                             |

Les dossards ne sont pas connus.